# Sergueï Sobolev
Pour les articles homonymes, voir Sobolev.
Sergueï Lvovitch Sobolev (en russe : Сергей Львович Соболев ; 6 octobre 1908 - 3 janvier 1989) est un mathématicien et physicien atomique russe de l'époque soviétique (URSS).
Il a donné son nom aux espaces de Sobolev.

## Études
Sobolev a introduit des notions de nos jours fondamentales dans plusieurs champs des mathématiques. Les espaces de Sobolev, des espaces de fonctions caractérisées par des conditions sur leurs transformées de Fourier, sont devenus un point important de l'analyse fonctionnelle. Les fonctions généralisées (connues par la suite sous le nom de distributions) ont été introduites pour la première fois par Sobolev en 1935 pour la recherche de formulations faibles, avant d'être reprises par Laurent Schwartz. Sobolev a donné une version abstraite de la notion classique de différentiation, étendant ainsi les champs d'application de la théorie de Newton et Leibniz.

## Biographie
Sobolev obtient son diplôme à l'université de Leningrad en 1929, où il étudie auprès de Nikolaï Maximovitch Günter. Après ses études, il travaille avec Vladimir Smirnov, qu'il considère comme un second professeur. Il travaille à Leningrad à partir de 1932, et à l'Institut de mathématiques Steklov de Moscou dès 1934. Il dirige l'évacuation de l'institut vers Kazan pendant la Deuxième Guerre mondiale. Il est professeur de l’université Lomonossov de Moscou entre 1935 et 1957 et aussi directeur adjoint de l’Institut pour l'énergie atomique de 1943 à 1957 où il participe au projet soviétique de la bombe atomique A. 
En 1956 Sobolev rejoint une équipe de scientifiques en proposant une initiative scientifique et éducative à grande échelle pour les régions orientales de l'Union soviétique, qui a permis la fondation de la Division sibérienne de l'Académie des sciences. Il est le fondateur et premier directeur de l'Institut des mathématiques à Akademgorodok près de Novossibirsk, qui portera plus tard son nom, et a joué un rôle important dans l'établissement et le développement de l'université d'État de Novossibirsk.